# It Makes Me Feel Good
It Makes Me Feel Good è il nono album in studio della cantante britannica Cilla Black, pubblicato nel 1976.

## Tracce
Side 1
1. Something About You
2. I'll Take a Tango
3. September Love Affair
4. Lay the Music Down
5. San Diego Serenade
6. Heartbeat

Side 2
1. Running Out of World
2. To Know Him is to Love Him
3. It Makes Me Feel Good
4. Lay it All Down
5. One Step from Your Arms
6. Lovin' Land